# Ted Watts
Ted Watts é um ex-jogador profissional de futebol americano estadunidense.

## Carreira
Ted Watts foi campeão da temporada de 1983 da National Football League jogando pelo Los Angeles Raiders, que atualmente corresponde ao Oakland Raiders.